# Сеута (футбольний клуб)
«Сеута» (ісп. Agrupación Deportiva Ceuta Fútbol Club, AD Ceuta FC) — іспанський футбольний клуб з однойменного міста. Заснований 1956 року. Домашні матчі проводить на стадіоні «Естадіо Альфонсо Мурубе», який вміщує 6 500 глядачів.

## Історія
Клуб засновано 9 липня 1956 року після злиття двох команд «Сосьєдад Депортіва Сеута» та «Атлетіко Тетуан». Зрештою новий клуб залишився в Сегунда Дивізіон, де відіграв ще шість сезонів.
Після річного перебування в Терсера Дивізіон «Атлетіко Сеута» повернувся до Сегунди Дивізіон, де відіграв до 1968 року. Згодом клуб балансував між четвертим та п'ятим дивізіонами.
У 2013 році клуб офіційно отримав назву сучасну назву, кольори та логотип.
У сезоні 2020–21 років «Сеута» пробилась до плей-оф на підвищення, але зрештою посіла четверте місце. Наступного сезону вони таки знову потрапили до плей-оф, але цього разу досягнули підвищення до Прімери Федерасьйон, вперше з 1970 року.
Після чотирьох поспіль поразок на старті сезону 2022–23 років, команду очолив Хосе Хуан Ромеро. За підсумками сезону вони посіли підсумкове дванадцяте місце. У тому ж сезоні «Сеута» в Кубку Іспанії досягла найвищого на даний момент результату вихід до 1/8 фіналу, де вони поступились «Барселоні» 0–5.
У сезоні 2024–25 «Сеута» виграла свою групу Прімери Федерасьйон та вийшла до другого дивізіону через 57 років, місто Сеута матиме представника в цій лізі вперше за останні 45 років.

## Досягнення
- Чемпіон Прімери Федерасьйон (1): 2024–25